# Tadeusz Gołębiowski (powstaniec warszawski)

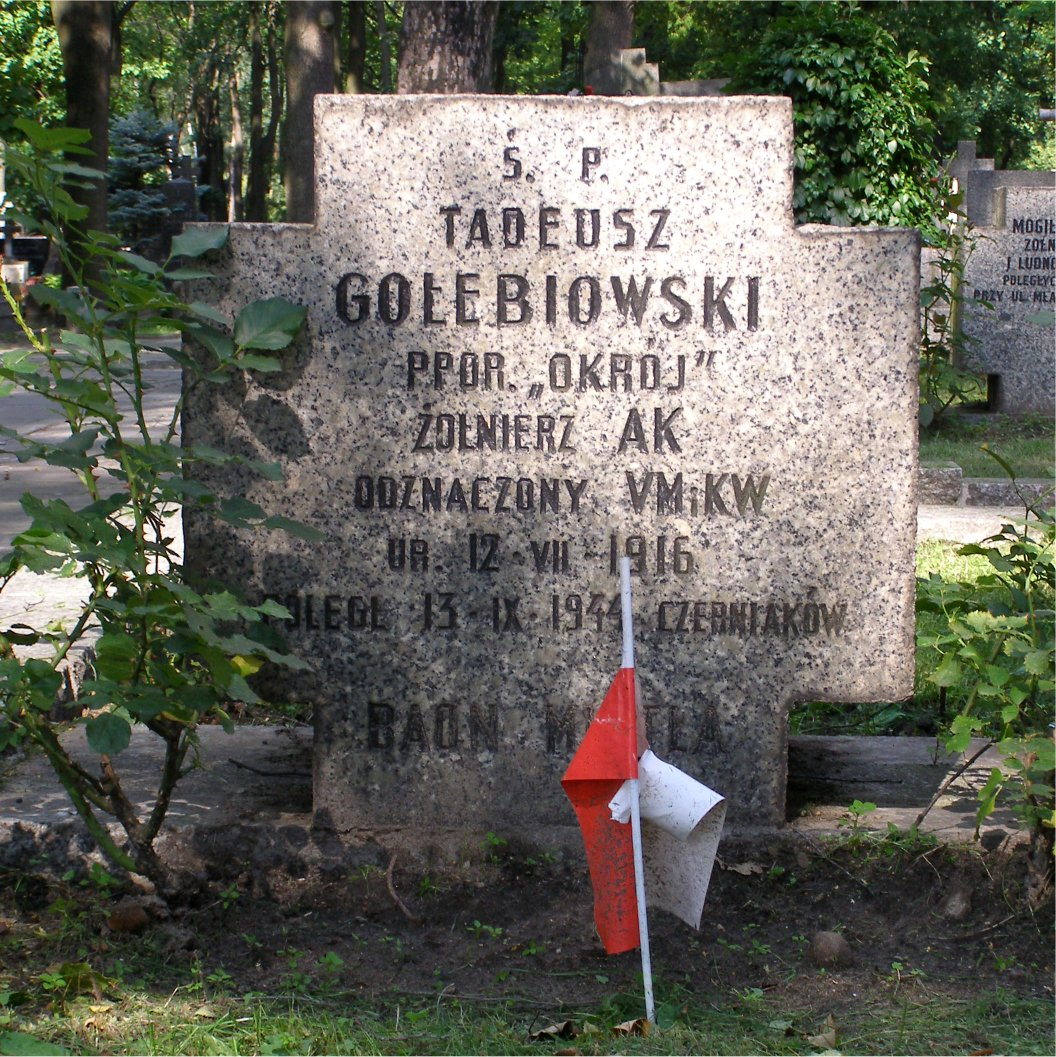
Grób Gołębiowskiego na cmentarzu Powązkowskim

Tadeusz Gołębiowski ps. Okrój (ur. 12 lipca 1916, zm. 13 września 1944 w Warszawie) – sierżant podchorąży (2 września 1944 awansowany do stopnia podporucznika), uczestnik powstania warszawskiego jako dowódca drużyny i zastępca dowódcy plutonu batalionu „Miotła” Armii Krajowej (później walczył w baonie „Czata 49").
Podczas okupacji niemieckiej działał w polskim podziemiu zbrojnym.
Poległ 13 września 1944 w obronie szpitala św. Łazarza przy ul. Książęcej na Czerniakowie. Miał 28 lat. Pochowany w kwaterach żołnierzy i sanitariuszek batalionu „Miotła” na Cmentarzu Wojskowym w Warszawie (kwatera 24A-4-26).
Odznaczony Orderem Virtuti Militari rozkazem dowódcy AK nr 412 z 9 września 1944. Odznaczony również Krzyżem Walecznych.
31 lipca 2013 roku w Muzeum Powstania Warszawskiego w Warszawie, w przeddzień 69. rocznicy powstania, Prezydent RP Bronisław Komorowski przekazał Krzyż Srebrny Orderu Wojennego Virtuti Militari rodzinie podporucznika Tadeusza Gołębiowskiego.